# Jordi Ibáñez Folth
Jordi Ibáñez Folth (Barcelona, 1937 - Barcelona, 9 de setembre de 1966) fou un jugador de tennis de taula català.
Començà a jugar als dinou anys amb la Congregació Mariana de Sant Andreu i, posteriorment, jugà amb el Fabra i Coats, la Penya Espanyolista, Club Tennis Barcino i Club Mayda. Es proclamà sis vegades campió d'Espanya, dos en individual (1963, 1966), un en dobles (1965, fent parella amb Joan Salvia), un en dobles mixtos (1963, amb Nacha Hospital) i dos per equips amb el Club Mayda (1965, 1966). A nivell provincial, fou campió provincial de Barcelona en dos ocasions, en dobles i dobles mixtos, la mateixa temporada (1964). Internacional amb la selecció espanyola en trenta-sis ocasions, participà al Campionat del Món de 1965 i als d'Europa de 1964 i 1966. Morí prematurament als trenta-dos anys, afectat per una apendicitis aguda. Com a homenatge, la Reial Federació Espanyola de Tennis de Taula li atorgà la medalla d’or a títol pòstum.